# جبهة قرطبة المدنية
جبهة قرطبة المدنية (بالإسبانية: Frente Cívico de Córdoba)‏، المعروف سابقًا باسم الحزب الجديد ضد الفساد، من أجل الصدق والشفافية (بالإسبانية: Partido Nuevo contra la Corrupción, por la Honestidad y la Transparencia)‏ هو حزب سياسي إقليمي في قرطبة، الأرجنتين.
منذ عام 2015، كرر لويس خويز دعمه لماوريسيو ماكري وكامبيموس، ورفض اتفاقًا مع سيرجيو ماسا. 